# とらばいゆ
『とらばいゆ』は、2001年の日本映画。

## あらすじ
女流棋士の本城麻美（瀬戸朝香）はBリーグに所属しているが成績が振るわず、夫でエリートサラリーマンである、宮前一哉（塚本晋也）と口論が絶えない。また妹の本城里奈（市川実日子）もまたBリーグに所属する女流棋士で、売れないミュージシャンの
矢島弘樹（村上淳）と同棲している。
麻美は、Bリーグから落ちたら女流棋士を辞めて、夫とも離婚すると言い出したので、姉妹は仲が悪くなるのだが、リーグ残留をかけた対局の相手は里奈であった。

## キャスト
- 本城麻美：瀬戸朝香
- 宮前一哉：塚本晋也
- 本城里奈：市川実日子
- 矢島弘樹：村上淳
- 本城芳江：山口美也子
- 村岡九段：大杉漣
- 酒屋のおじさん：徳井優

## その他
- 中倉姉妹 - 女流棋士。映画への監修及び出演をしている。